# بخش خرم‌آباد
بخش خرم‌آباد یکی از بخش‌های شهرستان تنکابن در استان مازندران در شمال ایران است. این بخش بزرگ تا آبانماه سال ۱۳۹۹ دارای بیش از ۱۷۲ روستا بوده و بیش از ۴۱ هزار نفر جمعیت داشت. از یازدهم آبان سال ۱۳۹۹ با تصویب هیئت وزیران، دهستان جدیدی به نام میاندامان در ناحیه جنوبی شهرستان تنکابن شکل گرفت که موجب تجزیه  بخش خرم آباد گردیده و روستاهای زیادی از دهستان بلدهٔ خرم آباد جدا شدند و به دهستان میاندامان ملحق شدند تا بهمراه دهستان دوهزار و دهستان سه‌هزار، بخش جدیدی بعنوان بخش کوهستان در جنوب شهرستان تنکابن تشکیل شود. هم‌اکنون «بخش خرم‌آباد» شامل دهستان بلده و دهستان بلده شرقی است و شهر خرم‌آباد مرکز بخش خرم‌آباد می‌باشد. جمعیت فعلی این بخش ۳۱٫۲۰۶ نفر (۱۰٫۶۳۳ خانوار) است.

## تقسیمات کشوری
- بخش خرم آباد:
  - دهستان بلده شرقی
  - دهستان بلده
    - شهر خرم آباد

## جمعیت
بنابر سرشماری مرکز آمار ایران، جمعیت این بخش بزرگ در سال ۱۳۹۵ برابر با ۴۱٫۰۰۶ نفر بوده‌است.